# 알레스 바르보자 지 아제베두 테하
알레스 바르보자 지 아제베두 테하(포르투갈어: Alex Barboza de Azevedo Terra, 1982년 11월 2일 ~ )는 알레스 테하로 불리는 브라질의 축구 선수로서, 포지션은 공격수이다.

## 축구인 경력

### 선수 경력
2002년 플루미넨시에 입단하여 1회의 코파 두 브라질 우승과 2회의 주 리그 우승에 기여하였다. 2005년엔 포르투갈의 나시오날에 임대 이적하여 유럽 무대를 경험하기도 하였다. 2008년 고이아스로 이적하여 브라질 세리 A 무대에 복귀하였으나 그 해 왼쪽 무릎에 큰 부상을 입었고 포르투게자로의 이적마저 메디컬 테스트에서 탈락하여 무산되었다. 바이아를 거쳐 히우브랑쿠에 입단하였으나 팀의 주 2부 리그로의 강등을 막지 못하였다.
2010년 5월 10일 A리그의 신생 팀 멜버른 하트에 입단하였다. 그는 멜버른 빅토리와의 A리그 첫 멜버른 더비 경기에서 득점을 기록하였고 퍼스 글로리와의 경기에서 환상적인 바이시클 킥을 성공시키기도 하였다. 2012년 4월 6일 2011-12 시즌을 끝으로 멜버른 하트를 떠난다고 발표하였다.
2012년 7월 4일 대전 시티즌에 입단하였으며 7월 21일 상주와의 경기에서 데뷔 후 3경기 만에 데뷔골을 성공시켰다.